# Daria (film)
Daria je český mysteriózní thriller z roku 2020.

## Obsah
Mladý psychiatr Marek (Jaromír Nosek) a farmaceutka Daria (Klára Miklasová) se seznamují přes sociální sítě, ale hned po první osobní schůzce přitažlivá femme fatale Daria zmizí. Marek ji objeví až po několika dnech v psychiatrické léčebně, kde pracuje jeho matka (Jana Šulcová). V rámci své praxe se ujme jejího případu a snaží se rozklíčovat, co se stalo. Nejprve to vypadá, že je Daria opravdu blázen, brzy však zjistí, že si s ním možná jen trochu zahrává. Nebo je to jinak? Dariu s Markem někdo sleduje a nový soused Taz (Paul Louis Harrell) jim pomůže „ztratit se“ na vzdálenou biofarmu, kde žijí lidé, kteří nechtějí či nemohou být součástí dnešní společnosti. Žije tam i profesor (Jiří Schmitzer), který tvrdí, že se jedná o hru mocných a že se Daria, úspěšná ve farmaceutickém výzkumu, znelíbila některým lidem…

## Obsazení
| Postava         | Obsazení           |
| --------------- | ------------------ |
| Psychiatr Marek | Jaromír Nosek      |
| Daria           | Klára Miklasová    |
| Matka           | Jana Šulcová       |
| Taz             | Paul Louis Harrell |
| Profesor        | Jiří Schmitzer     |
| Corragio        | Paweł Deląg        |
| Detektiv        | Norbert Lichý      |
| Šmíd            | Karel Dobrý        |

## Zajímavosti o filmu
- Postava Taze (Paul Louis Harrell) a události v klubu Compton jsou založeny na pravdě. Autor scénáře se s opravdovým Tazem, kterého tam postřelili, on skoro umřel, klub se zavřel a on odešel na farmu, znal.
- Úvodní a závěrečná scéna filmu jsou téměř totožné, jen povlečení má v každé scéně jinou barvu.
- Oba záběry byly natočeny mimo reálný byt, kdy byla postel snímána z jeřábu ve výšce deseti metrů. Byt byl následně celý dodán v postprodukci.
- Ve filmu je hodně akčních scén, které vždy končí jasným vítězstvím jednoho či druhého protivníka.
- Během celého filmu ale není nikdy vidět, že někdo umřel. Celý příběh tak může mít úplně jiné vysvětlení…
- V celém filmu je spousta skrytých odkazů, Dariin byt má číslo 23, stejně jako pavilon v psychiatrické léčebně, kde je umístěna.
- V záběrech na farmě je vidět obraz, který maluje místní malíř. Když kolem něj Daria a Mára procházejí, v určitém úhlu se z mlhoviny v rohu obrazu poskládá tvář dívky. Je to Daria.
- PEKLO: Jedna z nejnáročnějších scén filmu, snová sekvence, je na plátně ve výsledku jen pár vteřin. Natáčelo se celou noc, architekt s režisérem seděli hodiny nad výkresy a s kameramanem nad záběrováním. Kostým ďábla, který měl na sobě umělecký maskér Josef Rarach, vyhrál cenu na největší SFX události světa v Los Angeles. Josef se do něj navlékal asi šest hodin a uvnitř měl ledové chlazení. Dlouho se také řešilo umístění lávky nad desetimetrovou propastí, kam umístit plameny, kolik jich má být atd. Několik dní před natáčením se navíc na vybrané lokaci propadla střecha.
- LOKACE:
  - Natáčelo se na více než padesáti místech, což je průměrně 1,7 minuty na lokaci, často štáb zvládl víc než tři lokace denně.
  - Byty Marka a Taze se natáčely na Vinohradech v ulici Rubešova, kde před více než sto lety žil několik měsíců Tomáš G. Masaryk. Dnes je z domu ilegální ukrajinská ubytovna. Celý dům měl štáb pronajatý na natáčení.
  - V domě mafiána Schwarze se instalovalo akvárium, kde měly plavat piraně. Až poté štáb zjistil, že tato zvířata se týden aklimatizují v novém prostředí, než začnou jíst maso. Celá scéna se tak musela vystřihnout.
  - V Bohnické léčebně se natáčelo v odstaveném objektu, který byl připravený na rekonstrukci.
  - Od skutečných pacientů štáb dělilo jen sklo, pacienti ve filmu jsou herci. I když některé si tam chtěli rovnou nechat…
  - Farma, na které se odehrává poslední část filmu, se nacházela na Vysočině. Natáčelo se pár dnů po Silvestru a už cestou tam celý štáb zapadl. Herci bydleli v hotelu několik kilometrů od farmy, a když nemohli z natáčení odjet kvůli závějím, zůstali spát na lokaci na peci.
  - Policejní stanice ze závěru filmu byla v reálu mateřská škola jako exteriér a jedna z místností Psychiatrické nemocnice Bohnice se potom tvářila jako interiér.